# Стефан Гърдев
Стефан Минков Гърдев е български режисьор и актьор.

## Биография
Роден е в град Стара Загора на 16 август 1947 г. През 1979 г. завършва кинорежисура във ВИТИЗ „Кръстьо Сарафов“.

## Филмография
Като режисьор
- Все отлагам да те забравя (1990)
- Инспектор без оръжие (1985)
- Голямата ченгеджийница (1993)

Като актьор
- Къщата (1979)
- Адиос, мучачос (1978)
- Защо плачат момичетата (1977), 3 новели - фотографът